# Sjoerd
Sjoerd is een Nederlandse jongensnaam, oorspronkelijk afkomstig uit Friesland. De naam zou afkomstig zijn van de grondvorm Sieuwerd. De vrouwelijke variant van Sjoerd is Sjoerdtje. 

Verklaring: 
Tweestammige Germ. naam, uit Sigiward, waarin Sigi-, Sî- `zege, overwinning' betekent (zie sig-) en -ward overeenkomt met Got. wards, Middelhoogduits wart `wachter, hoeder' (zie -ward-).
Andere vormen zijn: Siebert, Siep

## Bekende naamdragers
- Sjoerd Ars, Nederlands voetballer
- Sjoerd Groenman, Nederlands socioloog
- Sjoerd Hamburger, Nederlands roeier
- Sjoerd Huisman, Nederlands schaatser
- Sjoerd Kooistra, Nederlands zakenman
- Sjoerd Kuyper, Nederlands schrijver
- Sjoerd Leiker, Nederlands schrijver
- Sjoerd Overgoor, Nederland voetballer
- Sjoerd Pleijsier, Nederlands acteur
- Sjoerd Prummel, Nederlands zakenman en voetbalbestuurder
- Sjoerd de Roos, Nederlands kunstenaar
- Sjoerd Royer, Nederlands rechtsgeleerde
- Sjoerd Sjoerdsma, Nederlands politicus
- Sjoerd Soeters, Nederlands architect
- Sjoerd Vening Meinesz, Nederlands politicus en journalist
- Sjoerd van Keulen, Nederlands bankbestuurder en alumnus
- Sjoerd van Vliet, schuilnaam van verzetsstrijder H.M. van Randwijk
- Sjoerd Vollebregt, voorzitter raad van bestuur/CEO van Stork
- Sjoerd Wartena, Nederlands roeier
- Sjoerd Winkens, Nederlands voetballer

- Sjoerd
- Sjoerd Albert Lapre
- Sjoerd Albert Lapré
- Sjoerd Anne Meinesz
- Sjoerd Anne Vening Meinesz
- Sjoerd Ars
- Sjoerd Bakker
- Sjoerd Bax
- Sjoerd Bonting
- Sjoerd Bos
- Sjoerd Bouritius Frederik Kooiman
- Sjoerd Bouwhuis
- Sjoerd Buisman
- Sjoerd Conrad
- Sjoerd Dragtsma
- Sjoerd Elzer
- Sjoerd Gerretsen
- Sjoerd Groenman
- Sjoerd Hamburger
- Sjoerd Hannema
- Sjoerd Hendrik de Roos
- Sjoerd Hoekstra
- Sjoerd Hofstra
- Sjoerd Hoogendoorn
- Sjoerd Huisman
- Sjoerd Janssen
- Sjoerd Kooistra
- Sjoerd Kremer
- Sjoerd Kuperus
- Sjoerd Kuyper
- Sjoerd Lapre
- Sjoerd Lapré
- Sjoerd Leiker
- Sjoerd Leikerprijs
- Sjoerd Linssen
- Sjoerd Maijer
- Sjoerd Marijne
- Sjoerd Mayer
- Sjoerd Mossou
- Sjoerd Mouissie
- Sjoerd Overgoor
- Sjoerd Pleijsier
- Sjoerd Pleysier
- Sjoerd Potters
- Sjoerd Prummel
- Sjoerd Rensen
- Sjoerd Royer
- Sjoerd Schamhart
- Sjoerd Scheenstra
- Sjoerd Schrier
- Sjoerd Sjoerdsma
- Sjoerd Soeters
- Sjoerd Stapert
- Sjoerd Swane
- Sjoerd Vening Meinesz
- Sjoerd Vollebregt
- Sjoerd Warmerdam
- Sjoerd Wartena
- Sjoerd Westra
- Sjoerd Wiarda
- Sjoerd Wiemer Sjoerdsma
- Sjoerd Wilhelm Soeters
- Sjoerd Winkens
- Sjoerd Zeldenthuis
- Sjoerd de Bont
- Sjoerd de Jong
- Sjoerd de Roos
- Sjoerd de Vries
- Sjoerd de Vries (kunstschilder)
- Sjoerd de Vries (schaatser)
- Sjoerd den Daas
- Sjoerd den Hertog
- Sjoerd huisman
- Sjoerd van Aylva (1616-1679)
- Sjoerd van Beers
- Sjoerd van Ginneken
- Sjoerd van Keulen
- Sjoerd van Ramshorst
- Sjoerd van Vliet
- Sjoerd van de Wouw
- Sjoerd van der Schaaf
- Sjoerd van der Wouw
- Sjoerdje Faber
- Sjoerdsje Faber
- Sjoerdtje
- Sjoerdtsje Faber